# Gråvåhø
De Gråvåhø is een berg behorende bij de gemeente Lom in de provincie Oppland in Noorwegen. De berg, gelegen in Nationaal park Jotunheimen, heeft een hoogte van 1765 meter.
De Gråvåhø is onderdeel van het gebergte Jotunheimen.